# S/2019 S 1
S/2019 S 1 est un satellite naturel de Saturne. Sa découverte a été annoncée par Edward Ashton, Brett J. Gladman, Jean-Marc Petit et Mike Alexandersen le 16 novembre 2021 à partir d'observations du télescope Canada-France-Hawaï effectuées entre le 1er juillet 2019 et le 14 juin 2021. 
S/2019 S 1 mesure environ 5 kilomètres de diamètre et orbite autour de Saturne à une distance moyenne de 11,2 millions de kilomètres en 443,78 jours, avec une inclinaison de 44° par rapport à l'écliptique, dans une direction prograde et avec une excentricité de 0,623. Il appartient au groupe inuit des satellites irréguliers progrades et fait partie des satellites irréguliers les plus internes de Saturne. 